# Porfírio Valladares
Porfírio Valladares é um arquiteto e designer de móveis de Belo Horizonte (MG), conhecido por ter investido na produção em série de móveis de madeira, visando a simplicidade formal e construtiva em suas obras.

## Biografia

### Formação acadêmica
Foi graduado em Arquitetura e Urbanismo na década de 1980 pela Universidade Federal de Minas Gerais (UFMG) e posteriormente mestre em Arquitetura e Urbanismo em 2012 pela mesma instituição. Se formou Especialista em Arte Contemporânea pela Escola Guignard (UEMG) em 2003. Seu enfoque acadêmico investigou, tanto na arquitetura quanto no design de móveis, as possibilidades construtivas da madeira.
De 2002 a 2011, foi professor na Universidade FUMEC, nos cursos de Arquitetura e Design de Interiores, e de 2002 a 2004 foi Professor Substituto no Curso de Arquitetura da UFMG. Também possui experiência em projetos residenciais e institucionais.

### Trabalho
No início dos anos 80, Porfírio Valladares começou a projetar móveis que concebiam a ideia de produtos de boa qualidade a um preço acessível, ele se deu conta da existência de um grande nicho de mercado, formado por uma classe média que não dispunha de recursos suficientes para adquirir móveis de boa qualidade.
Foi então que em 1982, fundou a loja Pau-Brasil na cidade de Belo Horizonte em sociedade com seu colega de faculdade, Eraldo Pinheiro. O empreendimento servia como ponto de venda para os projetos do designer mineiro, sendo os produtos, terceirizado pelos marceneiros locais. Seus trabalhos tinham como base um desenho racional, voltado para a produção em série para atender, a um preço acessível, a demanda de móveis.
No final da década de 80, Porfírio se retirou da sociedade da loja Pau-Brasil, retomando sua carreira de arquiteto. Em meados do ano 2000, voltou a se dedicar novamente ao design, criando e resgatando desenhos engavetados para direcioná-los, preferencialmente, através de um desenho racional, voltado para uma produção industrial, sendo capaz de ser fabricado em série, mesmo em produções de pequeno porte e com baixa capacidade tecnológica.
"Gosto de pensar em produtos low-tech, que qualquer pequena marcenaria ou serralheria pudessem fazer. Penso nas pessoas, nos brasileiros que executarão as minhas coisas e, eventualmente, tendo prazer em fazê-lo e em ganhar dinheiro com isso." (Porfírio Valladares)
De acordo com Porfírio, desde os primeiros móveis, ele afirma que a preferência pela madeira advém de dois fatores principais: "O primeiro vem de um gosto pessoal por essa matéria-prima, que, nas suas próprias nas palavras, possui um gancho de sensualidade que nenhum outro material, exceto a seda, possui. O segundo, em coerência com a racionalidade que sempre permeou sua carreira, encontra-se na possibilidade de processá-la sem a necessidade de um alto investimento em tecnologia. Porfírio Valladares também revela um sentimento comum pelo “design democrático”, inspirado nas ideias de Michel Arnoult.

### Premiações
Desde 1980, Porfírio Valladares destaca-se como design de produtos com enfoque em móveis de madeira. Por causa do seu trabalho na área, recebeu premiações nacionais e internacionais a partir dos anos 1990, tendo participado de diversas exposições e recebendo prêmios como o Movesp, em 1990, e o Prêmio Design Museu da Casa Brasileira, em 1994. Em 2007, ao lado de três outros designers brasileiros, foi escolhido para representar o Brasil no Concurso Mercosul de Design e Integração Produtiva em Móveis, realizado em Montevidéu, no Uruguai.